# Stah Guentis
Stah Guentis es un municipio (baladiyah) de la provincia o valiato de Tébessa en Argelia. En abril de 2008 tenía una población censada de 3689 habitantes.
Se encuentra ubicado al noreste del país, sobre los montes Atlas y cerca de la frontera con Túnez.